# Torymus cyprianus
Torymus cyprianus är en stekelart som beskrevs av Graham och Gijswijt 1998. Torymus cyprianus ingår i släktet Torymus och familjen gallglanssteklar.
Artens utbredningsområde är Cypern. Inga underarter finns listade i Catalogue of Life.